# Rodolfo de Rheinfelden

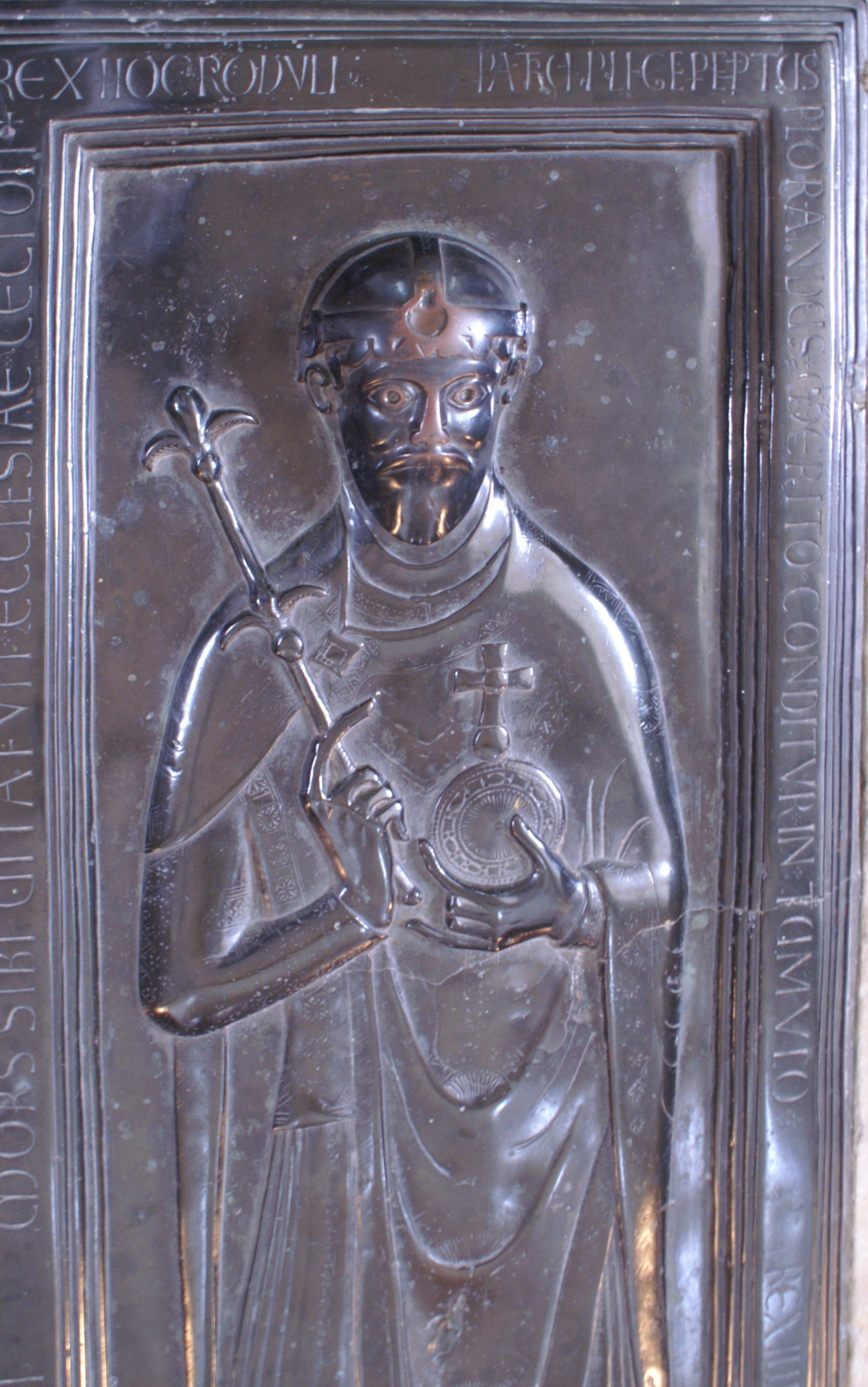
Relieve de Rodolfo de Rheinfelden en la catedral de Merseburg.

Rodolfo de Rheinfelden (en alemán: Rudolf von Rheinfelden; Merseburg, 1025-ibíd., 15 de octubre de 1080) fue duque de Suabia (1057–1079) y Rey de Romanos de Alemania (1077–1080). Hijo del conde Kuno de Rheinfelden.

## Biografía
En 1057, Rodolfo se aprovechó supuestamente de la minoría de edad del rey Enrique IV del Sacro Imperio Romano Germánico y secuestró a Matilde, la hermana del rey. Rodolfo exigió, y recibió, la mano de Matilde en matrimonio (1059), así como el Ducado de Suabia y la administración del reino de Borgoña. En 1060 muere Matilde y Rodolfo se casa posteriormente con Adelaida, hija de Otón I de Saboya. La hija de Rodolfo, Adelaida de Rheinfelden, casó en 1078 con el rey Ladislao I de Hungría, quien era partidario del Papa y estaba en oposición al emperador germánico Enrique IV.

## Coronación

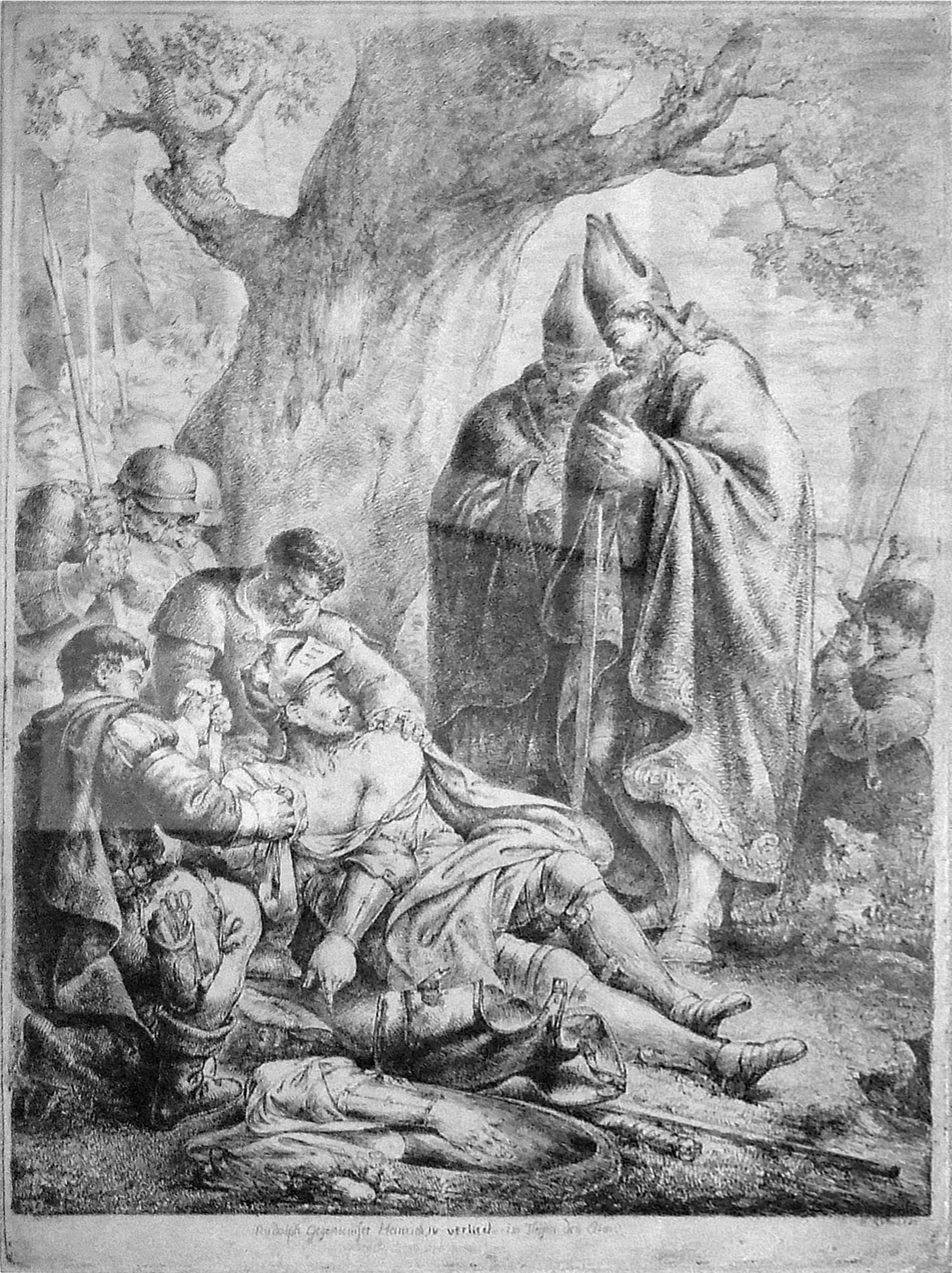
Coronación de Rodolfo de Rheinfelden representada en dibujo sobre óleo.

Rodolfo, que era al mismo tiempo cuñado de Enrique IV, apoyó al principio las campañas del rey. Le ayudó en Turingia y en Sajonia y contribuyó notablemente en la victoria de la Primera Batalla de Langensalza contra los rebeldes. Sin embargo, cuando surgió la Querella de las Investiduras y Enrique fue excomulgado, Rodolfo se reunió con otros nobles para decidir qué hacer. A pesar del levantamiento de la excomunión de Enrique IV en 1077, los rebeldes continuaron con sus planes. En Forchheim, Rodolfo fue elegido Rey de Romanos en marzo y prometió respetar el concepto electoral de la monarquía, declarando su buena voluntad de someterse al Papa.
El 25 de mayo, Rodolfo fue coronado por el arzobispo Sigfrido I en Maguncia, pero la gente de la ciudad se rebeló y lo forzaron a huir de Sajonia. Esto presentó un problema, puesto que Sajonia dejó de formar parte de su Ducado de Suabia por las tierras del rey. Rodolfo entregó Suabia a su hijo Bertoldo y procuró rectificar esta situación sitiando a Wurzburgo, pero tuvo poco efecto. Mientras tanto, Rodolfo fue privado de Suabia por el rey en Ulm en mayo, y Enrique IV ofreció el ducado a Federico de Büren, el primer gobernante Hohenstaufen.
La batalla de Mellrichstadt el 7 de agosto del año siguiente resultó indecisa. Rodolfo encontró difícil convencer a los sajones para luchar fuera de sus fronteras, quienes le veían como a un sureño y, por ello, desconfiaban de él. También se vio frustrado por la aparente desgana del papa para reconocer su causa. Para ganar y mantener a sus partidarios, fue obligado a tratar acuerdos con grandes terrenos de la corona, así como con los de la iglesia, para sus seguidores. Sin embargo, las cosas parecían mejorar en 1080: la batalla de Flarchheim el 27 de enero de 1080 se desarrolló a su favor. El 7 de marzo, el papa volvió finalmente a excomulgar a Enrique y reconoció a Rodolfo como rey.

## Fin del reinado
Sus fuerzas se enfrentaron de nuevo con las de Enrique en el río Elster Blanco. La batalla, que se libró el 14 de octubre, habría sido una gran victoria para los antirrealistas. Sin embargo, Rodolfo perdió en el combate la mano derecha y recibió una herida mortal en el abdomen. Se retiró a Merseburg, donde murió al día siguiente y allí fue enterrado. La rebelión contra Enrique se desvaneció pronto.